# San Pedro Tidaá
San Pedro Tidaá es una localidad del estado mexicano de Oaxaca. Es cabecera del municipio de San Pedro Tidaá.

## Demografía
| Censo | Población |
| ----- | --------- |
| 1900  | 1141      |
| 1910  | 1120      |
| 1921  | 1194      |
| 1930  | 1215      |
| 1940  | 1213      |
| 1950  | 1516      |
| 1960  | 2209      |
| 1970  | 1506      |
| 1980  | 1114      |
| 1990  | 1002      |
| 1995  | 926       |
| 2000  | 840       |
| 2005  | 595       |
| 2010  | 826       |
| 2020  | 901       |